# Joseph Galibardy
Joseph Galibardy (Calcuta, 10 de enero de 1915 - Walthamstow, 17 de mayo de 2011) fue un jugador de hockey sobre hierba indio que compitió durante la década de 1930. En los Juegos Olímpicos de Berlín 1936 ganó la medalla de oro en la competición de hockey sobre hierba.
Estudió en la Goethals Memorial School. En 1956 emigró a Inglaterra, donde vivió hasta su muerte en 2011. En el momento de morir era el último superviviente del equipo indio que había ganado la medalla de oro en los Juegos de 1936.